# Diahann Carroll
Diahann Carroll, właśc. Carol Diahann Johnson (ur. 17 lipca 1935 w Nowym Jorku, zm. 4 października 2019 w Los Angeles) – amerykańska aktorka i piosenkarka. Przeszła do historii jako pierwsza Afroamerykanka, która została laureatką teatralnej nagrody Tony. Jako bohaterka serialu Julia (1968) otrzymała Złoty Glob dla najlepszej debiutantki. W 1975 była nominowana do Oscara za główną rolę w komediodramacie Claudine (1974). Wcieliła się w rolę diwy Dominique Deveraux  – przyrodniej siostry Blake’a Carringtona w operze mydlanej ABC Dynastia (Dynasty, 1984–1987). W 1990 otrzymała własną gwiazdę w Alei Gwiazd w Los Angeles znajdującą się przy 7005 Hollywood Boulevard.

## Życiorys

### Wczesne lata
Półtora roku po jej narodzeniu w Bronx, w dzielnicy Nowego Jorku, rodzice Frank Johnson i Mabel (z domu Faulk) przenieśli się do nowojorskiego Harlemu, gdzie mając sześć lat śpiewała w chórze gospel na porannych mszach w Abyssinian Baptist Church. W wieku dziesięciu lat otrzymała stypendium z Metropolitan Opera. W School of Performing Arts na Manhattanie jej szkolnym kolegą był Billy Dee Williams. Podczas nauki w szkole średniej High School of Music and Art w Nowym Jorku pracowała w nocnych klubach. Studiowała socjologię na Uniwersytecie Nowojorskim na Manhattanie. Dorabiała jako modelka dla Johnson Publications i Ebony Fashion Fair w Chicago, w stanie Illinois.

### Kariera
W 1953 odebrała nagrodę w wysokości trzech tysięcy dolarów i przez kilka tygodni gościła w teleturnieju ABC Życiowa szansa (Chance of a Lifetime), w którym śpiewała w nocnym klubie Latin Quarter. W 1954 roku podbiła publiczność Broadwayu w musicalu Harolda Arlena i Trumana Capote’a Dom kwiatów (House of Flowers) jako Ottilie. Następnie trafiła na kinowy ekran w dramacie muzycznym Otto Premingera Czarna Carmen (1954) u boku Harry’ego Belafonte, filmowej wersji Gershwina, melodramacie muzycznym Otto Premingera Porgy i Bess (Porgy and Bess, 1959) z Sidneyem Poitierem i Sammy Davisem Jr. i dramacie muzycznym Paryski blues (Paris Blues, 1961) z udziałem Paula Newmana, Joanne Woodward, Louisa Armstronga i Sidneya Poitiera.
W 1962 była pierwszą czarną kobietą, która zdobyła nagrodę Tony za rolę Barbary Woodruff w musicalu Richarda Rodgersa Bynajmniej niesmyczkowe (No Strings). Za postać Ruby Jay w jednym z odcinków serialu ABC Nagie miasto (Naked City, 1962) była nominowana do nagrody Emmy. Była pierwszą Afroamerykanką, która za rolę pielęgniarki Julii Baker w serialu NBC Julia (1968–1971) została uhonorowana nagrodą Złotym Globem i Groundbreaking Show, a także w 1969 zdobyła nominację do nagrody Emmy. Jej tytułowa kreacja w komediodramacie muzycznym Claudine (1974) przyniosła jej nominację do nagrody Oscara i Złotego Globu. Była gospodarzem swojego programu rozrywkowego CBS Diahann Carroll zaprasza (The Diahann Carroll Show, 1976), gdzie gościła m.in. takie sławy jak Merv Griffin, Johnny Carson i Judy Garland. W jednym z odcinków sitcomu ABC Statek miłości (The Love Boat, 1977) zagrała postać trzykrotnie rozwiedzionej piosenkarki Roxy Blue.
Po występie w telewizyjnym dramacie familijnym NBC Siostra, siostra (Sister, Sister, 1982) u boku Paula Winfielda, w 1983 roku odniosła sceniczny sukces na Broadwayu w sztuce Tajemnica Klasztoru Marii Magdaleny (Agnes of God) jako zakonnica Agnes, która urodziła martwe dziecko. Za postać Marion Gilbert w sitcomie NBC Odmienny świat (A Different World, 1989–1993) była nominowana do nagrody Emmy.

W roku 1984 dołączyła do obsady opery mydlanej ABC Dynastia (Dynasty), w której wcieliła się w rolę pełnej temperamentu zamożnej piosenkarki chanson Dominique Deveraux (z domu Millie Cox), córki Toma Carringtona i Laury Matthews, przyrodniej siostry Blake’a (John Forsythe) i Bena (Christopher Cazenove), a jej stroje projektował Nolan Miller. W 1984 na łamach magazynu „People” powiedziała: 

W tym serialu pokazali wszystko. Kazirodztwo, homoseksualizm, morderstwa. Wydaje mi się, że powoli zmierzają również w stronę międzyrasowości. Chcę być bogata i bezwzględna. Chcę być pierwszą czarną suką w telewizji.

 Jej postać Dominique Deveraux była obecna w Dynastii do roku 1987 i gościła też w spin-off Dynastia Colbych (The Colbys, 1985–1986).
W 1995 wystąpiła w roli Normy Desmond w kanadyjskim musicalu Andrew Lloyda Webbera Bulwar Zachodzącego Słońca (Sunset Boulevard). W 1999 na Off-Broadwayu grała w sztuce Eve Ensler Monologi waginy w Westside Theatre / Downstairs.
Na małym ekranie można ją było zobaczyć w telewizyjnym dramacie kryminalnym NBC A Perry Mason Mystery: The Case of the Lethal Lifestyle (1994), serialu CBS Prawo Burke’a (Burke’s Law, 1994) i serialu NBC Dotyk anioła (Touched by an Angel, 1995). W serialu ABC Chirurdzy (Grey’s Anatomy, 2006–2007) pojawiła się jako Jane Burke, wymagająca matka doktora Prestona Burke’a (Isaiah Washington). Od 2009 w Białych kołnierzykach grała postać June, bogatej wdowy, która wynajmuje mieszkanie Nealowi Caffreyowi.

## Życie prywatne
Była czterokrotnie mężatką. 26 lutego 1956 poślubiła Monte Kaya (1956–1963), z którym ma córkę dziennikarkę Suzanne Ottilie Kay Bamford (ur. 9 września 1960). 14 stycznia 1963 rozwiodła się. 21 lutego 1973 wyszła za mąż za Fredricka (Fredde’ego) Jacka Glusmana, 20 lipca 1973 doszło do rozwodu. 25 maja 1975 po raz trzeci wzięła ślub z Robertem DeLeonem, który zmarł 31 marca 1977. Prawie dziesięć lat później, 3 stycznia 1987 poślubiła piosenkarza ballad Vica Damone, ale i ten związek małżeński przetrwał do 12 września 1996.
Spotykała się także z Sammy Davisem Jr., aktorem Maxem Julienem, zawodnikiem futbolu amerykańskiego Jimem Brownem, Marlonem Brando (1954), Sidneyem Poitierem (1963–1965), aktorem Donem Marshallem (1969–1970) i dziennikarzem Davidem Frostem (przez trzy lata; 1970–1972).
W 1998, kiedy miała 63 lata, po rutynowych badaniach mammograficznych zdiagnozowano u niej raka piersi, pokonała chorobę, a potem zachęcała publicznie inne kobiety, iż „troska o zdrowie leży w interesie kobiet, a wiedza o tym, jak najlepiej o siebie zadbać, daje ogromną siłę”.
Zmarła 4 października 2019 w swoim domu w Los Angeles w wieku 84 lat. Przyczyną śmierci był rak piersi.

## Filmografia

### Filmy fabularne
| Rok  | Tytuł                                                                                    | Rola                       | Reżyser                    |
| ---- | ---------------------------------------------------------------------------------------- | -------------------------- | -------------------------- |
| 1954 | Czarna Carmen (Carmen Jones)                                                             | Myrt                       | Otto Preminger             |
| 1959 | Porgy i Bess (Porgy and Bess)                                                            | Clara                      | Otto Preminger             |
| 1961 | Paryski blues (Paris Blues)                                                              | Connie Lampson             | Martin Ritt                |
| 1961 | Żegnaj ponownie (Goodbye Again)                                                          | piosenkarka                | Anatole Litvak             |
| 1967 | Szybki zmierzch (Hurry Sundown)                                                          | Vivian Thurlow             | Otto Preminger             |
| 1968 | Podział (The Split)                                                                      | Ellie                      | Gordon Flemyng             |
| 1974 | Claudine                                                                                 | Claudine                   | John Berry                 |
| 1975 | Śmiertelny krzyk (Death Scream, TV)                                                      | Betty May                  | Richard T. Heffron         |
| 1978 | The Star Wars Holiday Special (TV)                                                       | Mermeia Holographic Wow    | Steve Binder, David Acomba |
| 1979 | I Know Why the Caged Bird Sings (TV)                                                     | Vivian                     | Fielder Cook               |
| 1982 | Siostra, siostra (Sister, Sister, TV)                                                    | Carolyne Lovejoy           | John Berry                 |
| 1989 | From the Dead of Night (TV)                                                              | Maggie                     | Paul Wendkos               |
| 1990 | Czarny blues (Mo' Better Blues)                                                          | wokalistka klubu jazzowego | Spike Lee                  |
| 1990 | Morderstwo za zaliczeniem pocztowym (Murder in Black and White, TV)                      | Margo Stover               | Robert Iscove              |
| 1991 | Pięć uderzeń serca (The Five Heartbeats)                                                 | Eleanor Potter             | Robert Townsend            |
| 1992 | Color Adjustment (film dokumentalny)                                                     | w roli samej siebie        | Marlon Riggs               |
| 1994 | A Perry Mason Mystery: The Case of the Lethal Lifestyle                                  | Lydia Bishop               | Helaine Head               |
| 1997 | Magia Batistów (Eve's Bayou)                                                             | Elzora                     | Kasi Lemmons               |
| 1998 | Gorzka czekolada (The Sweetest Gift, TV)                                                 | Pani Wilson                | Stuart Margolin            |
| 1999 | Having Our Say: The Delany Sisters' First 100 Years (TV)                                 | Sadie Delany               | Lynne Littman              |
| 1999 | Jackie's Back (TV)                                                                       | w roli samej siebie        | Robert Townsend            |
| 2000 | Amerykański skandal (Sally Hemings: An American Scandal, TV)                             | Betty Hemings              | Charles Haid               |
| 2000 | Odważna miłość (The Courage to Love, TV)                                                 | Pouponne                   | Kari Skogland              |
| 2000 | Natalie Cole: Wyśpiewać miłość (Livin' for Love: The Natalie Cole Story, TV)             | Maria Cole                 | Robert Townsend            |
| 2007 | Over the River...Life of Lydia Maria Child, Abolitionist for Freedom (film dokumentalny) | narrator                   | Constance L. Jackson       |
| 2007 | Anatomía Unplugged (TV)                                                                  | Jane Burke                 | María Ruiz                 |
| 2010 | Diahann Carroll: The Lady. The Music. The Legend (TV)                                    | w roli samej siebie        | George Miller              |
| 2010 | Ryzyko (At Risk, TV)                                                                     | Nana                       | Tom McLoughlin             |
| 2013 | Oko w oko z teściem (Peeples)                                                            | Nana Peeples               | Tina Gordon Chism          |
| 2014 | Zamaskowany (The Masked Saint)                                                           | Pani Edna                  | Warren P. Sonoda           |

| 1960      | The Garry Moore Show                                                      | w roli samej siebie                   |
| 1960      | Peter Gunn                                                                | Dina Wright                           |
| 1962      | Naked City                                                                | Ruby Jay                              |
| 1963      | Jedenasta godzina (The Eleventh Hour)                                     | Stella Young                          |
| 1965      | Not Only... But Also                                                      | gość                                  |
| 1966      | The Milton Berle Show                                                     | w roli samej siebie                   |
| 1968-71   | Julia                                                                     | Julia Baker                           |
| 1977      | Statek miłości (The Love Boat)                                            | Roxy Blue, gwiazda jazzowa            |
| 1979      | Korzenie: Następne pokolenia (Roots: The Next Generations)                | Zenitha Haley, pani Simon             |
| 1984-87   | Dynastia (Dynasty)                                                        | Millie 'Dominique' Cox Deveraux Lloyd |
| 1985-86   | Dynastia Colbych (The Colbys)                                             | Dominique Deveraux                    |
| 1986      | Disneyland                                                                | w roli samej siebie                   |
| 1989-93   | Inny świat (A Different World)                                            | Marion Gilbert                        |
| 1993      | The Sinbad Show                                                           | Pani Winters                          |
| 1993      | Vicki!                                                                    | w roli samej siebie                   |
| 1994      | Prawo Burke’a (Burke’s Law)                                               |                                       |
| 1994      | Miasteczko Evening Shade (Evening Shade)                                  | Ginger                                |
| 1994-95   | Na południe od Brazos (Lonesome Dove: The Series)                         | Ida Grayson                           |
| 1995      | ABC Weekend Specials                                                      | narrator                              |
| 1995      | Dotyk anioła (Touched by an Angel)                                        | Grace Willis                          |
| 1998      | Ellen                                                                     | w roli samej siebie                   |
| 1998      | The Rosie O’Donnell Show                                                  | w roli samej siebie                   |
| 1999      | Życie do poprawki (Twice in a Lifetime)                                   | Jael                                  |
| 2000      | Happily Ever After: Fairy Tales for Every Child                           | Crow (głos)                           |
| 2000      | Intimate Portrait: Holly Robinson Peete                                   | narrator                              |
| 2001      | Legenda Tarzana (The Legend of Tarzan)                                    | Królowa La (głos)                     |
| 2002      | Pół na pół (Half & Half)                                                  | babcia Ruth Thorne                    |
| 2002      | The Court                                                                 | Justice DeSett                        |
| 2003–2004 | Soul Food                                                                 | ciotka Ruthie                         |
| 2004      | Whoopi                                                                    | Viveca Rae, matka Mavis'              |
| 2006–2007 | Chirurdzy (Grey’s Anatomy)                                                | Jane Burke                            |
| 2009–2014 | Białe kołnierzyki (White Collar)                                          | June Ellington                        |
| 2010      | Diahann Carroll: The Lady. The Music. The Legend – koncert w Palm Springs | w roli samej siebie                   |
| 2010-11   | Diary of a Single Mom                                                     | terapeutka / dr Cole                  |

## Dyskografia
- Diahann Carroll Sings Harold Arlen Songs (1957)
- Best Beat Forward (1958)
- The Persian Room Presents Diahann Carroll (1959)
- Porgy and Bess (1959) (z André Previn Trio)
- Diahann Carroll and the André Previn Trio (1960)
- Diahann Carroll At The Persian Room (1960)
- Fun Life (1961)
- The Comedy (1962) z Modern Jazz Quartet
- Showstopper! (1962)
- The Fabulous Diahann Carroll (1963)
- A You're Adorable: Love Songs for Children (1967)
- Nobody Sees Me Cry (1967)
- Diahann Carroll (1974)
- A Tribute to Ethel Waters (1978)
- The Time of My Life (1997)
- Time Of My Life (1997)
- Side By Side (1999)
- Diahann Carroll And The Duke (2000)
- Nobody Sees Me Cry: The Best Of The Columbia Years (2001)